# Ben Sim
Ben Sim (* 30. Juli 1985 in Cooma, New South Wales) ist ein ehemaliger australischer Skilangläufer. Er ist der erste australische Skilangläufer, der in einem Distanzwettbewerb Weltcup-Punkte gewinnen konnte. Im Alter von 20 Jahren gewann er erstmals den Kangaroo Hoppet. Damit ist er der einzige Skilangläufer weltweit, der als Junior einen internationalen Skimarathon gewinnen konnte.

## Leben und Karriere
Sim, der als Kind ein begeisterter Läufer war, begann im Alter von 10 Jahren mit dem Skilanglaufsport. Im August 2001 startete er erstmals im Continental-Cup in Perisher Valley, wo er über 15 Kilometer Freistil den dritten Platz belegen konnte. Bei der Juniorenweltmeisterschaft 2002 in Schonach wurde er 71. von 89 Startern über die Distanz von 10 Kilometern in der freien Technik. Im Sprintwettbewerb belegte er den 51. Platz. Seinen ersten Sieg im Continental-Cup feierte Sim im Sommer 2002 in Perisher Valley bei den australischen Meisterschaften über 10 Kilometer Freistil. Am Ende der Wettbewerbsserie belegte er den dritten Gesamtrang. Und auch bei der Juniorenweltmeisterschaft 2003 in Sollefteå zeigte er sich stark verbessert und belegte den 24. Platz im Massenstartwettbewerb über 30 Kilometer Freistil. Über 10 Kilometer klassisch erreichte er den 49. Platz und im Sprintwettbewerb den 46. Platz. Durch mehrere Siege und Podiumsplatzierungen im Continental-Cup qualifizierte sich Sim in der Saison 2003/04 für seinen ersten Weltcup-Start. In Nove Mesto erreichte er jedoch über die Distanz von 15 Kilometer klassisch mit über 10 Minuten Rückstand auf den Sieger Andrus Veerpalu als nur als 71. und Letzter das Ziel. Bei der Juniorenweltmeisterschaft 2004 in Stryn gelang ihm als beste Platzierung der 35. Platz über 10 Kilometer Freistil. Auch 2005 überzeugte er im neu geschaffenen Australia/New Zealand Cup (Continental-Cup) und belegte den 2. Platz in der Gesamtwertung dieser Wettkampfserie. Er gewann unter anderem erstmals den Kangaroo Hoppet, einen internationalen Skimarathon. Dies war weltweit der erste Sieg eines Juniors bei einem internationalen Skimarathon. Im Weltcup konnte er jedoch weiterhin nur die letzten Plätze belegen. Dennoch wurde er für die Nordischen Skiweltmeisterschaften 2005 in Oberstdorf nominiert. Über 15 Kilometer Freistil erkämpfte er hinter seinem Landsmann Ben Derrick den 80. Platz von 121 Startern. Während er den Verfolgungswettbewerb nicht beendete, reichte es im Sprintwettbewerb zum 54. Platz. Im Teamsprint ging Sim mit Paul Murray an den Start. Das Duo belegte den 18. Platz unter 24 Nationen. Bei der Juniorenweltmeisterschaft 2005 in Rovaniemi verpasste er um zwei Hundertstel die Qualifikation für die Finalläufe und belegte den 32. Platz. Im Verfolgungswettbewerb wurde er 35.
Im Sommer 2006 sicherte sich Sim mit zwei Siegen erstmals den Sieg im Australia/New Zealand Cup. In den Weltcupwettbewerben der Saison 2005/06 und auch bei der U23-Weltmeisterschaft konnte er jedoch erneut nicht überzeugen und belegte nur Plätze im hinteren Feld. Er wurde auch nicht für die Olympischen Winterspiele 2006 in Turin nominiert. Nachdem Sim im Sommer 2007 erneut den Gesamtsieg im Australia/New Zealand Cup verbuchen konnte, startete er bei der Nordischen Skiweltmeisterschaft 2007 in Sapporo, wo er im Teamsprint mit Paul Murray den 14. Platz belegen konnte. Sein bestes Einzelresultat war der 49. Platz im Sprintwettbewerb. Bei der U23-Weltmeisterschaft reichte es über 15 Kilometer Freistil zum 37. Platz und im Verfolgungswettbewerb zum 52. Platz. Diese Platzierungen konnte er ein Jahr später in Mals deutlich verbessern und erkämpfte über 30 Kilometer Freistil (Massenstart) den 25. Platz und über 15 Kilometer klassisch den 19. Platz. Im Sommer 2008 gelang ihm der dritte Gesamtsieg im Australia/New Zealand Cup. Beim Weltcup in Vancouver sicherte sich Ben Sim zwar mit Platz 33 seine bisher beste Platzierung im Weltcup, jedoch waren nur 34 Sportler am Start. Die Nordischen Skiweltmeisterschaften 2009 in Liberec begann er mit einem 51. Platz über 15 Kilometer klassisch. Den Verfolgungswettbewerb über 30 Kilometer beendet er als 42. Im Teamsprint mit Mark van der Ploeg erreichte er den 19. Platz und mit der australischen Staffel den 13. Platz. Die Saison 2009/10 begann für Sim mit dem zweiten Platz in der Gesamtwertung des Australia/New Zealand Cups und seinem insgesamt vierten Sieg beim Kangaroo Hoppet. Im November bestritt Sim einige FIS-Rennen in Beitostølen, an denen ein Großteil der Weltspitze teilnahm. Dabei zeigte sich Sim stark verbessert und erreichte über 15 Kilometer Freistil den 36. Platz. Auch im Rennen über 10 Kilometer klassisch konnte er als 42. überzeugen. Beim Auftaktwettbewerb des Skilanglauf-Weltcups 2009/10 gelang Sim dann eine nicht erwartete Überraschung. Über 15 Kilometer Freistil erkämpfte er den 30. Platz. Damit ist Sim nach Paul Murray der zweite australische Skilangläufer der Weltcup-Punkte erringen konnte und der erste, dem dies in einem Distanzwettbewerb gelang. Seine besten Platzierungen bei den Olympischen Winterspielen 2010 in Vancouver waren der 45. Platz über 15 km Freistil und der 20. Rang im Teamsprint. Seine besten Resultate bei der nordischen Skiweltmeisterschaft 2011 in Oslo waren der 59. Platz über 15 km klassisch und den 16. Rang mit der Staffel. Er beendete seine Karriere nach der Saison 2011/12 des Australia/New Zealand Cups, den er mit dem 2. Platz in der Gesamtwertung beendete.
Im April 2011 heiratete er die Freestyle-Skierin Sami Kennedy.